# 経験的分子軌道法
経験的分子軌道法（けいけんてきぶんしきどうほう, empirical molecular orbital method）に分類される方法には次の二つが挙げられる。
- （単純）ヒュッケル法 (Hückel method) E. Hückel (1931) による。
- 拡張ヒュッケル法 (extended Hückel method) R. Hoffmann (1963) による。（単純）ヒュッケル法よりも近似を少なくし計算する積分を増やし、原子間の結合がはっきりと分かっていない系に対しても適用できるように改善した方法。ab initio 分子軌道法の初期推量として用いられることが多い。